# Wie es euch gefällt

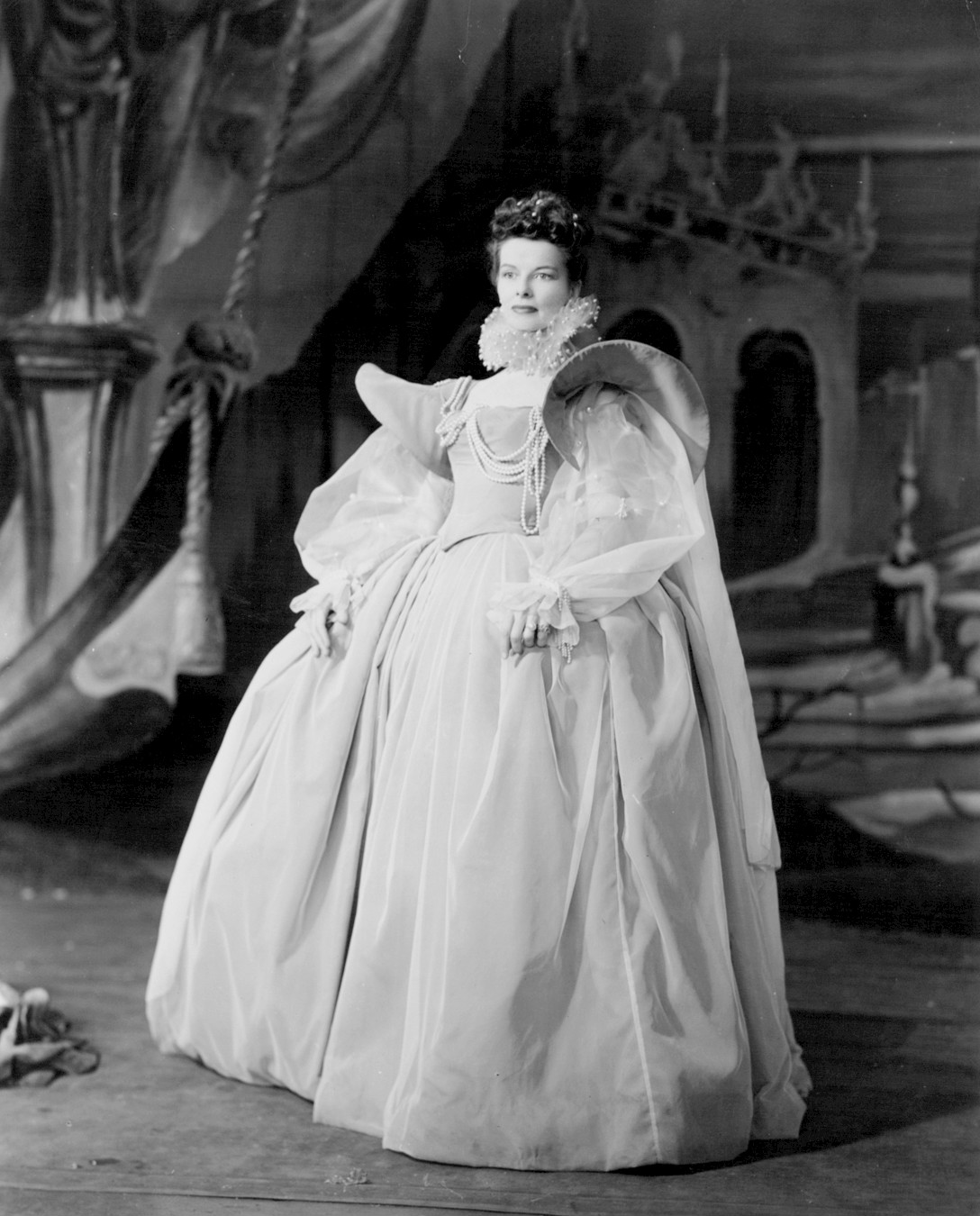
Katharine Hepburn als Rosalind in As You Like It

Wie es euch gefällt (frühneuenglisch As you Like it) ist ein Theaterstück von William Shakespeare, das vermutlich 1599 verfasst wurde.

## Handlung
Herzog Friedrich entmachtet seinen älteren Bruder Herzog Senior, der daraufhin mit einer Anzahl ihm treuer Gefolgsleute in den Wald von Arden in die Verbannung geht. Rosalind, die älteste Tochter Seniors, bleibt an Friedrichs Hof bei ihrer Freundin Celia, der Tochter Friedrichs. Nach dem Tod von Rowland de Bois wird sein ältester Sohn Oliver Haupterbe, sein jüngster Sohn Orlando erhält nur tausend Kronen; zudem verweigert Oliver ihm eine angemessene Ausbildung. Bei einer Auseinandersetzung geht Orlando seinem älteren Bruder an die Kehle. Oliver will Orlando in einem Ringkampf durch den Hofringer Charles zu Schaden kommen lassen. Unerwartet gewinnt jedoch Orlando den Kampf; Rosalind, die den Kampf mit angesehen hatte, verliebt sich in ihn, und er erwidert ihre Gefühle. Als Orlando erfährt, dass Herzog Friedrich ihm missgünstig ist, flieht er in den Ardener Wald. Rosalind wird von Friedrich verbannt. Zusammen mit ihrer Freundin Celia plant sie, zu ihrem Vater zu fliehen. Dazu verkleidet sie sich selber als junger Mann und nimmt den falschen Namen „Ganymede“ an, während Celia sich als schlichtes Mädchen namens Aliena verstellt. Gemeinsam mit dem Narren Probstein erreichen auch sie den Wald von Arden.
Am Tisch bei Herzog Senior philosophiert der getreue Lord Jacques über das Leben und die Welt. Orlando ist von Herzog Senior aufgenommen worden und schreibt für seine verloren geglaubte Rosalind Liebesgedichte, die er an Bäume hängt. Rosalind findet die Gedichte, und befragt, als Ganymed verkleidet, Orlando über seine wahren Gefühle und verspricht, Orlando von seinem Liebeskummer zu kurieren, wenn Orlando ihn so umwerbe, als sei er Rosalind, womit Orlando einverstanden ist. Beide verlieben sich immer mehr. Im Wald fassen Probstein und die Ziegenhirtin Käthchen den Entschluss zu heiraten. Der junge Schäfer Silvius umwirbt die Schäferin Phöbe, die jedoch in Ganymede verliebt ist und dem vermeintlichen Mann einen Liebesbrief schreibt.
Das Idyll im Wald ist bedroht, als Friedrich Oliver ausschickt, um Orlando zu finden – er hofft so, der beiden Ausreißerinnen Celia und Rosalind habhaft zu werden. Im Wald wird Oliver fast getötet, als sich dem Schlafenden eine Schlange um den Hals windet und anschließend noch eine Löwin auftaucht. Er wird jedoch von Orlando gerettet, der die Tiere vertreibt; durch dieses Erlebnis wird Oliver ein neuer Mensch und die Brüder versöhnen sich. Oliver und Celia verlieben sich und die Hochzeit soll am nächsten Tag stattfinden. Orlando bedauert, dass er seine Rosalind nicht heiraten kann, aber Ganymede verspricht, dies durch Magie möglich zu machen. Auf der Hochzeit gibt sie sich als Rosalind zu erkennen, Phöbe wendet sich daraufhin ihrem Verehrer Silvius zu, und auch Probstein und Käthchen stellen sich ein. Alle vier Paare werden von Hymen, dem Gott der Heirat, vermählt und ein großes Hochzeitsfest beginnt. Inmitten der Feierlichkeiten erfährt die Hochzeitsgesellschaft, dass Herzog Friedrich auf dem Weg in den Ardener Wald einem religiösen Menschen begegnete, der ihn zu einem friedliebenden Leben bekehrte, und deshalb Herzog Senior das Herzogtum zurückgibt.

## Literarische Vorlagen und kulturelle Bezüge
Als unmittelbare Vorlage nutzt Shakespeare in seiner Komödie den damals sehr beliebten Schäferroman Rosalynde, or Euphues’ Golden Legacie (Rosalinde oder Euphues’ goldenes Erbe) seines Zeitgenossen Thomas Lodge. Diese pastorale Prosaromanze erschien erstmals 1590 im Druck und wurde in den folgenden Jahren in zahlreichen Neuauflagen veröffentlicht, eine davon 1598. Shakespeare übernimmt in groben Zügen das Handlungsgerüst sowie die meisten Personen, ergänzt jedoch den Handlungsverlauf um weitere Elemente und verlagert die Schwerpunkte und Proportionen; zusätzlich erweitert er den Figurenkreis um den Melancholiker Jacques und den Narren Touchstone (Probstein). Ob Shakespeare auch Lodges wahrscheinliche Quelle, die mittelalterliche Versdichtung The Tale of Gamelyn (um 1350) kannte, lässt sich heute nicht mehr mit Sicherheit klären.
Shakespeare stellt in seinem Stück die pastoralen Liebesszenen im Wald von Arden in den Mittelpunkt, reiht jedoch im Gegensatz zum Roman die Liebeswerbungen der drei Paare nicht nur additiv aneinander, sondern verknüpft sie virtuos miteinander, so dass sie sich wechselseitig ironisch spiegeln. Mit der Einführung des Melancholikers Jacques und des Narren Touchstone, die als Kommentarfiguren den thematischen Gegensatz von Hofleben und Schäferdasein weiter ausleuchten, baut Shakespeare in seinem Werk diese ironische Spiegelungstechnik zugleich weiter aus. So variiert beispielsweise Touchstones unromantische Liebesaffäre mit dem Landmädchen Audrey (Käthchen) das Motiv der pastoralen Liebesromantik auf der Ebene sinnlicher Begierde und stellt damit genau die bei Lodge fraglos akzeptierten pastoralen Konventionen und axiomatischen Werte der paradiesischen Idylle des Schäferdaseins und der idealistischen Ansprüche der romantischen Liebe in Frage.
Im Gegensatz zu Lodge geht es Shakespeare nicht darum, ein ungetrübtes Bild des pastoralen Lebens oder Liebesglückes zu entwerfen. Der mehrdeutige Titel As You Like It verspricht zwar zunächst dem Publikum, was ihm gefällt, und trägt damit der Vorliebe für pastorale Dramatik oder Dichtung im damaligen Zeitgeschmack Rechnung; im Verlauf des Stückes wird diese angenommene Erwartungshaltung der Zuschauer jedoch mehrfach gebrochen und hinterfragt. Dramaturgische Elemente wie beispielsweise Rosalindes Rollenspiel-im-Spiel, das durch das elisabethanische cross-casting, d. h. die Besetzung der Frauenrollen durch männliche Schauspieler, noch zusätzlich verstärkt wird, sowie ihr Heraustreten aus der Rolle führen in Shakespeares Komödie zu einer selbstreflexiven Thematisierung des dramatischen Entwurfs und begründen damit eine metafiktionale bzw. metadramatische Dimension von As You Like It. Das Publikum erhält nicht nur das, was in Erwartung pastoraler Dichtung als gefällig vorausgesetzt wird: Rosalindes Bitte am Schluss, „to like as much of the play as please you“ (V,4,210 f.) stellt keine einfache Bescheidenheitsformel dar, sondern verweist auf die strukturelle Komplexität des Werks, die weit über die von ihr dargestellte Rolle hinausreicht. Shakespeare durchbricht damit an entscheidenden Stellen die Ernsthaftigkeit der pastoralen Welt seiner Vorlage von Lodge, in der die konventionellen Figuren dieses Schäferromans ihre humorlosen Rituale mit geschnörkelten Reden und Selbstgesprächen vollziehen.

## Datierung

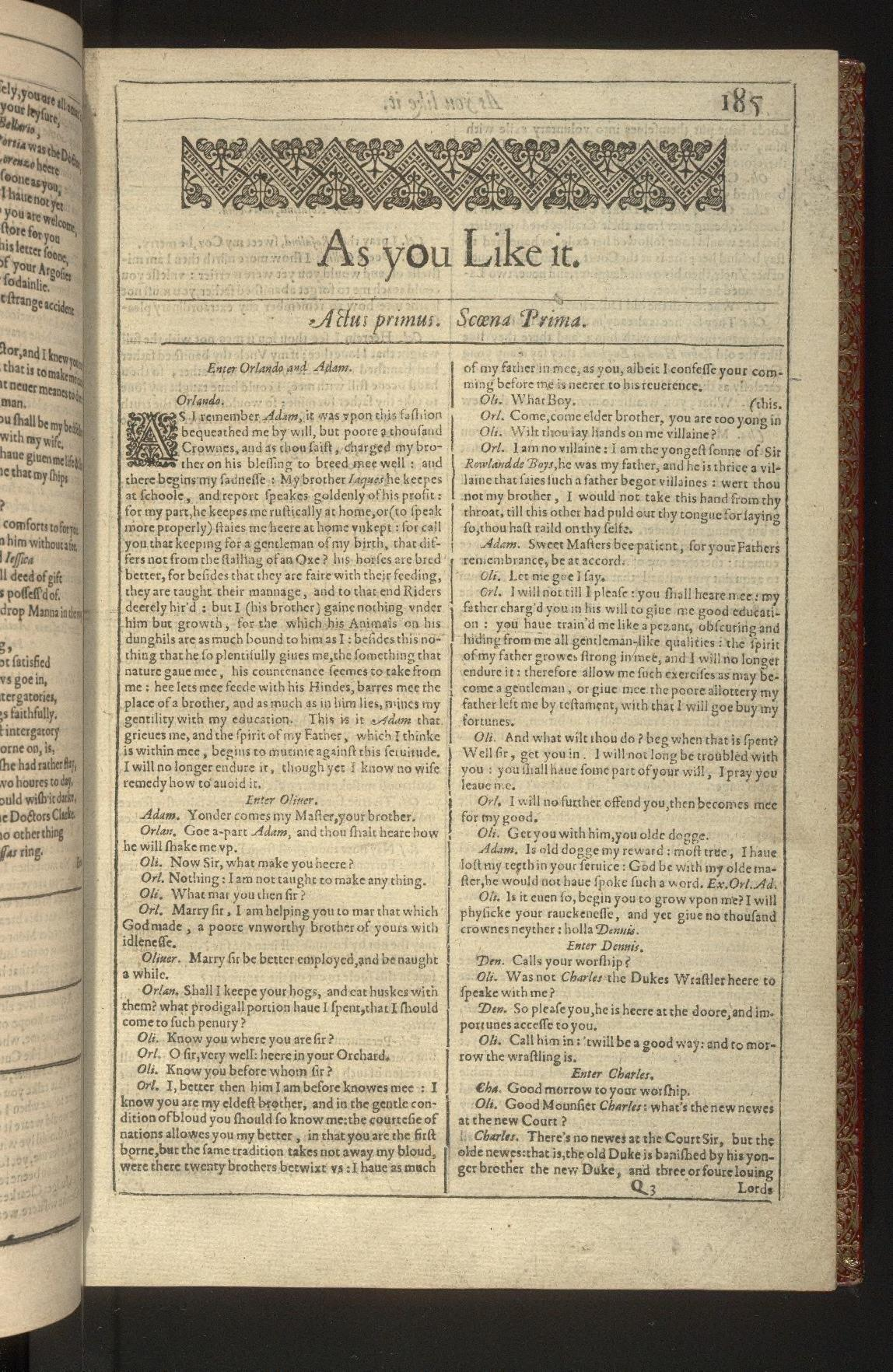
Die erste Seite von As You Like It in der First Folio, 1623.

Die Entstehungszeit dieser Komödie Shakespeares ist zwar nicht überliefert, kann jedoch mit ungewöhnlich hoher Sicherheit und Genauigkeit auf den Zeitraum zwischen Herbst 1598 und Sommer 1600 eingegrenzt werden. In dem Ende 1598 erschienenen Buch Palladis Tamia, Wit’s Treasury von Francis Meres, das einen Werkkatalog der bis zu diesem Zeitpunkt bekannten Stücke Shakespeares enthält, findet sich noch kein Hinweis auf As You Like It; das Stück ist daher höchstwahrscheinlich nicht vor dem Herbst 1598 entstanden (Terminus a quo). Der spätestmögliche Zeitpunkt der Abfassung (Terminus ad quem) kann ebenfalls sehr präzise bestimmt werden: Am 4. August 1600 wurden die Druckrechte an diesem Werk und drei weiteren Stücken Shakespeares im Stationers’ Register, dem Register der Druckergilde, eingetragen.
Verschiedene textimmanente Hinweise sprechen darüber hinaus für die Annahme einer Entstehungszeit zwischen dem Herbst 1599 und dem Sommer 1600. So findet sich das Lied It was a lover and his lass (V.3) auch in Thomas Morleys The First Book of Ayres (1600); Phoebe zitiert in III,5,82 aus Christopher Marlowes Verserzählung Hero and Leander, die 1598 in zwei Versionen veröffentlicht wurde, und Jacques spielt mit „All the world‘s a stage“ (II,7,139) auf das Motto des 1599 eröffneten Globe Theatre an. Allgemein wird daher in der Shakespeare-Forschung innerhalb dieses möglichen Entstehungszeitraums eine Datierung des Werkes auf 1599 akzeptiert.

## Textgeschichte
Der Eintrag im Stationers’ Register vom August 1600 enthält neben dem Titel der Komödie den zusätzlichen Sperrvermerk …to be staied. Aus welchen Gründen dieser den Druck blockierende Vermerk (blocking entry) hinzugefügt wurde, ist heute nicht mehr bekannt. Möglicherweise sollten durch einen solchen sperrenden Eintrag unautorisierte Raubdrucke unterbunden oder zumindest erschwert oder jedoch das Publikationsvorhaben eines Konkurrenten verhindert werden. Es ist aber ebenso möglich, dass Shakespeares Schauspieltruppe mit einem solchen Eintrag nicht nur ihre Druckrechte sichern, sondern gleichzeitig ihre Absicht ankündigen wollte, die Rechte am Druck an einen Verleger zu verkaufen.
Trotz des Eintrags der Druckrechte an einer Einzelpublikation des Werkes gibt es keine Quarto-Ausgabe dieses Theaterstückes. Warum eine Einzelveröffentlichung des Werkes als Quarto-Druck nach der Anmeldung im Stationers’s Register unterblieb, kann heute nicht mehr mit Sicherheit festgestellt werden. Eine Druckausgabe des Werkes erschien erst 23 Jahre später in der ersten Shakespeare-Gesamtausgabe (Shakespeares Folio) von 1623.
Die Folio-Ausgabe liefert die einzige maßgebliche Textquelle; dieser erste Drucktext ist weitgehend zuverlässig sowie vergleichsweise fehlerarm und auch für heutige Herausgeber kaum problematisch. Vorlage für den Druck war vermutlich eine von einem professionellen Schreiber angefertigte Abschrift des Soufflierbuchs (prompt book) oder aber einer Rohfassung des Shakespeareschen Manuskriptes (foul papers).

## Aufführungsgeschichte und Darsteller
As You Like It ist bis heute eines der meistgespielten und meistgelesenen Shakespearedramen. Die eigentliche Wirkungsgeschichte des Stückes begann allerdings erst relativ spät, als die Gattung der Pastorale bereits weitgehend ihre Geltung verloren hatte. Im 18. Jahrhundert setzt die dokumentierte erfolgreiche Bühnentradition des Werkes ein; Aufzeichnungen oder Belege über frühere Aufführungen sind nicht überliefert. 1723 wurde eine Bearbeitung des Werkes von Charles Johnson unter dem Titel Love in a Forest am Theatre Royal Drury Lane aufgeführt. In dieser Adaption wurden Rüpel- und Clownszenen aus A Midsummer Night’s Dream als Spiel im Spiel in ein drastisch vereinfachtes Handlungsgerüst von As You Like It eingebettet. Mit der ersten belegten Aufführung des Originalwerks am selben Theater im Jahre 1740 begann eine bis in die Gegenwart andauernde Reihe von Inszenierungen, mit denen sich das Stück fest im Repertoire der englischen und deutschen Bühnen etablierte. In Deutschland wurde Wie es euch gefällt erstmals 1775 durch die von Wieland inspirierte Biberacher Schauspielgruppe aufgeführt.
Ähnlich wie die anderen großen Komödien Shakespeares behandelt As You Like It durchaus ernsthafte Themen wie beispielsweise das Verhältnis von Spiel und Realität oder Sein und Schein, die Bedeutung der Liebe und der Beziehungen der Geschlechter für die Ausbildung der eigenen Identität oder auch die Möglichkeiten und Grenzen eines alternativen Lebens in der Natur, in der der Wald als symbolischer Ort der Prüfung und Rehabilitation erscheint. Die besondere Faszination, die diese Komödie seit dem 18. Jahrhundert bis in die Gegenwart auf das Theaterpublikum ausgeübt hat, liegt jedoch nicht allein in seinen Themen begründet, sondern insbesondere in seinem Entwurf als Theater über das Theater. Die Schauspieler auf der Bühne spielen nicht nur ihre Rolle als Charaktere in dem Stück, sondern agieren dabei zugleich als Spieler, die ihre Kunst oder Tricks demonstrieren. So wird dem Zuschauer gezeigt, wie man Rollen ablegt oder wechselt, eine andere Figur aus sich macht, in einer Rolle steckt und sich gleichzeitig neben sie stellt; der eigene Spaß am Theaterspielen ermöglicht es dabei, anderen Spaß zu bereiten.
Besonders die Rolle der Rosalind hat seit dem 18. Jahrhundert immer wieder berühmte Schauspielerinnen angezogen; so wurde diese Rolle unter anderen von Darstellerinnen wie Peggy Ashcroft (1932), Edith Evans (1936), Katharine Hepburn (1950) oder Vanessa Redgrave (1961) gespielt, um nur einige zu nennen. Zu der Vielzahl erfolgreicher Aufführungen zählen auf deutschen Bühnen vor allem theatergeschichtlich bedeutsame Inszenierungen wie die von Otto Falckenberg (1917, 1933), Heinz Hilpert (1934) oder Gustaf Gründgens (1941).
In neueren Inszenierungen ist in den letzten Jahrzehnten insbesondere eine Tendenz ausgeprägt, zum elisabethanischen cross-casting zurückzukehren, um derart die Ambiguitäten der Geschlechter zu akzentuieren. Wegweisend für eine solche Inszenierungspraxis war 1967 die Aufführung von Clifford Williams, der auf dem Hintergrund der Shakespeare-Interpretation von Jan Kott ein all-male-Ensemble in einem surrealistisch ausgestatteten Wald der „Bitteren Arkadien“ auftreten ließ.
In Deutschland griff Peter Stein Kotts Anregungen auf und inszenierte 1977 eine eindrucksvolle Aufführung in den Spandauer CCC-Filmstudios, in der das Publikum sich mühevoll mit auf die Flucht in den Wald von Arden begeben musste. In Inszenierungen wie beispielsweise der von Declan Donnellan (1991) wurde die Rolle der Rosalind mit einem farbigen Schauspieler besetzt; Katharina Thalbach ließ 1993 in ihrer Inszenierung von Wie es euch gefällt am Berliner Schillertheater ein reines Männerensemble auftreten; in ihrer Aufführung 2009 am Theater am Kurfürstendamm besetzte sie dagegen alle Rollen ausschließlich weiblich.

## Textausgaben
Englisch
- Alan Brissenden (Hrsg.): As You Like It. The Oxford Shakespeare. Oxford University Press, Oxford 2008, ISBN 978-0-19-953615-3
- Juliet Dusinberre (Hrsg.): William Shakespeare: As You Like It. Arden Third Series. Thomson Learning, London 2006, ISBN 978-1-904271-22-2
- Michael Hattaway (Hrsg.): William Shakespeare: As You Like It. The New Cambridge Shakespeare. Cambridge University Press, Cambridge 2009, ISBN 978-0-521-73250-5

Deutsch
- Frank Günther (Hrsg.): William Shakespeare: Wie es euch gefällt. Zweisprachige Ausgabe. Deutscher Taschenbuch Verlag, 2. Auflage München 2014 [1996], ISBN 978-3-423-12488-1.
- Ilse Leisi und Hugo Schwaller (Hrsg.): William Shakespeare: As You Like It. Englisch-Deutsche Studienausgabe. Stauffenburg, Tübingen 2000, ISBN 3-86057-558-9.